# Edward de Vere, 17. Earl of Oxford

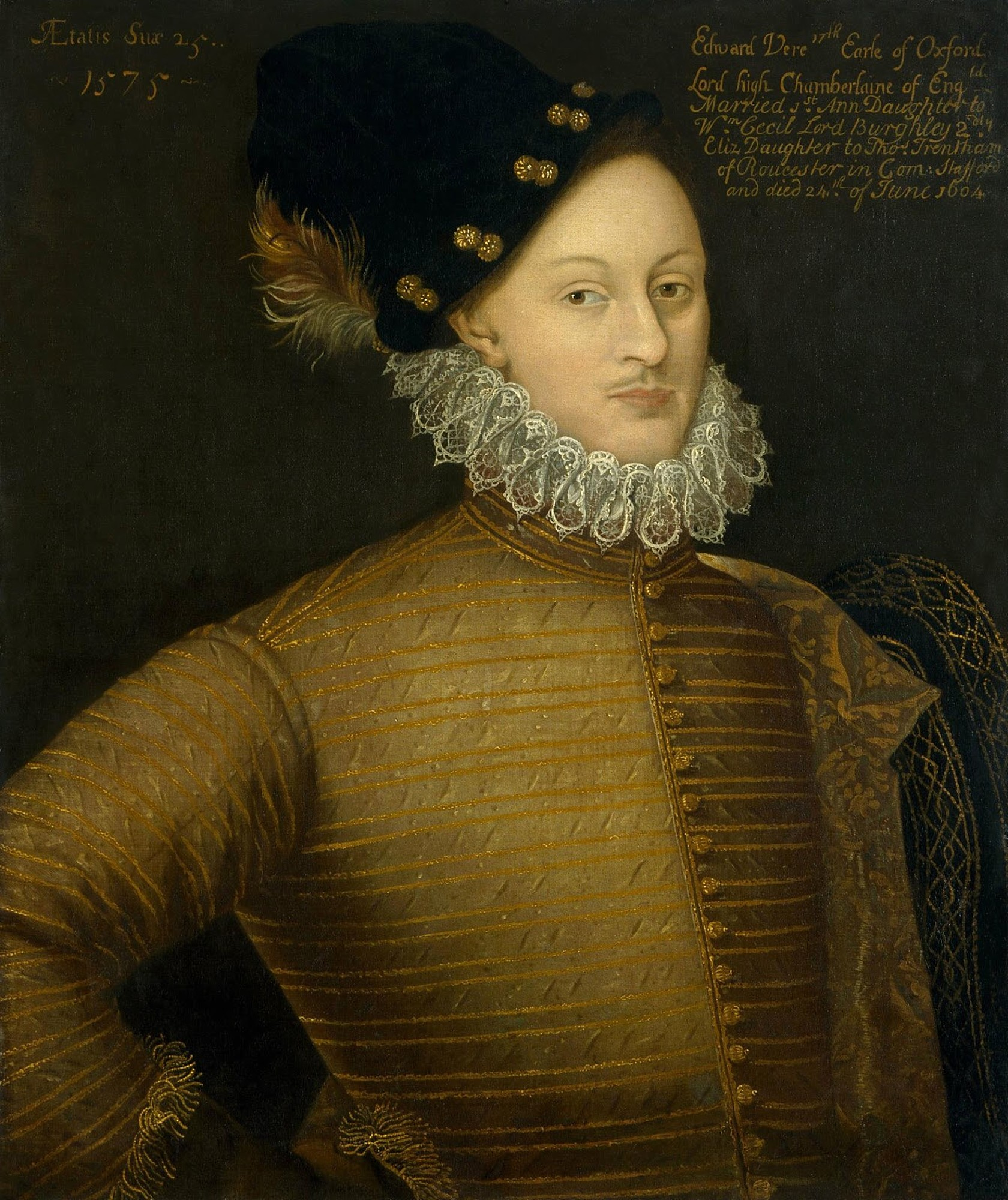
Edward de Vere, 17. Earl of Oxford, 1575

Edward de Vere, 17. Earl of Oxford (* 12. April 1550 auf Hedingham Castle; † 24. Juni 1604 in Hackney Wick, Middlesex) war ein englischer Adliger und Lord Great Chamberlain am Hofe Elisabeths I. von 1562 bis 1603.
Im Rahmen der außerhalb traditioneller wissenschaftlicher Shakespeare- und Renaissance-Forschung geführten Debatte um die Urheberschaft der Werke William Shakespeares wird Edward de Vere häufig als deren eigentlicher Verfasser angesehen.

## Kindheit und Jugend
Er war der einzige Sohn des John de Vere, 16. Earl of Oxford aus dessen zweiter Ehe mit Margery Golding († 1568). Als Heir apparent seines Vaters führte er seit Geburt den Höflichkeitstitel Lord Bulbeck. Als sein Vater am 3. August 1562 überraschend starb, erbte er als Zwölfjähriger dessen Adelstitel als Earl of Oxford und das Staatsamt des Lord Great Chamberlain von England. Edwards Mutter heiratete innerhalb der nächsten vierzehn Monate einen pensionierten Gentleman namens Charles Tyrell, einen ehemaligen Stallmeister der Familie Dudley.
Während der Earl of Oxford noch minderjährig war, wurde er zum königlichen Mündel und kam in den Haushalt von Sir William Cecil, dem späteren Lord Burghley, der damals bereits Lord High Treasurer und Mitglied des Privy Council Königin Elisabeths und deren engster Berater war.
Unter der Obhut Cecils wurde ihm eine umfassende höfisch-aristokratische Ausbildung zuteil durch hervorragendste Gelehrte als Lehrer, so unterrichtete ihn Arthur Golding, der Übersetzer Ovids, in Literatur. Der königliche Musik- und Schauspieldirektor Richard Edwards unterrichtete ihn in den dramatischen Künsten. Weitere Lehrer waren der Altphilologe und Diplomat Sir Thomas Smith sowie Laurence Nowell, einer der „Gründerväter“ angelsächsischer Studien, der Entdecker des einzigen erhaltenen Manuskripts des angelsächsischen Epos Beowulf. Er erhielt auch Unterricht in Französisch, Latein, Zeichnen, Kosmografie, Musik und Tanzen, Reitkunst, Fechten, in Falknerei und Jagd. In Cecils Haus hatte er Zugang zu einer riesigen Bibliothek.

## Am Hof Königin Elisabeths
Oxford kam in den späten 1560er-Jahren an den königlichen Hof. Zeitgenossen berichten darüber, dass er schon bald alle anderen Höflinge in der Gunst der Königin übertrumpfte und bei diversen höfischen Turnieren als Sieger hervorging. 1564 erhielt er den Bachelor der Universität Cambridge, 1566 den Master der Universität Oxford, ab etwa 1567 absolvierte er eine juristische Ausbildung am Gray’s Inn. Die Rechtmäßigkeit der akademischen Grade ist unter den Historikern umstritten. Edward de Vere habe die Universitätsabschlüsse, so der Schriftsteller Alan Nelson, „unverdient“ erhalten.
Am 23. Juli 1567 tötete der siebzehnjährige Oxford einen unbewaffneten Koch namens Thomas Brincknell, während er mit Edward Baynam, einem Schneider, im Hinterhof von Cecils Haus in der Nähe der Strand fechten übte. Im darauffolgenden Strafprozess berief man sich darauf, dass das Opfer in die Spitze von Oxfords Schwert gerannt sei und somit Selbstmord begangen habe.
Nachdem Oxford im April 1571 mit 21 Jahren volljährig geworden war, erhielt er die Kontrolle über seine ererbten großen Ländereien. Am 19. Dezember 1571 heiratete er die erst fünfzehnjährige Tochter von Sir William Cecil, bei dem er aufgewachsen war, Anne Cecil. Es war eine überraschende Wahl, da Oxford aus einer der ältesten Adelsfamilien Englands stammte, wogegen Anne von bürgerlicher Herkunft war – ihr Vater war erst im Februar 1571 von Königin Elisabeth als Lord Burghley in den Adelsstand erhoben worden, um diese Heirat überhaupt zu ermöglichen. Aus seiner Ehe mit Anne Cecil gingen fünf Kinder hervor, von denen drei Töchter ihre Kindheit überlebten.
In den Jahren 1575 bis 1576 bereiste Edward de Vere ausgiebig Frankreich, Deutschland und vor allem Italien. Er weilte längere Zeit in Venedig und Verona, und man sagte ihm während dieser Zeit nach, er habe, wie viele Angehörige des Adels, Sympathien für den Katholizismus.
Bei seiner Rückkehr über den Ärmelkanal wurde Oxfords Schiff von Piraten gekapert, die ihn seiner Kleider beraubten und ihn augenscheinlich töten wollten – bis sie darüber aufgeklärt wurden, wer er sei. Er wurde daraufhin freigelassen, wenn auch ohne seine Habseligkeiten. Nach seiner Rückkehr nach England folgte ein Zerwürfnis mit seiner Ehefrau Anne Cecil, da Oxford aufgrund von ihm zugetragenen Gerüchten irrtümlicherweise angenommen hatte, dass die Tochter, die seine Ehefrau während seiner langen Abwesenheit zur Welt gebracht hatte, nicht von ihm stamme.
1580 bezichtigte Oxford einige seiner katholischen Freunde des Hochverrats und zeigte sie bei der Königin an, wobei er gleichzeitig um Milde für sich selbst bat und den eigenen Katholizismus leugnete. Dieselben Freunde wiederum beschuldigten Oxford einer langen Liste von Verbrechen, unter anderem geplanter Mordanschläge auf eine Reihe von Höflingen wie Sir Philip Sidney und den Earl of Leicester. Die Anschuldigungen wurden zwar niemals ernst genommen, dennoch konnte sich Oxford die Gunst der Königin nicht wieder vollständig zurückerwerben, sein Ruf war fortan beschädigt.
Mit einer Hofdame der Königin, Anne Vavasour, die während der Zeit des Zerwürfnisses mit Anne Cecil seine Geliebte war, zeugte Oxford 1581 ein uneheliches Kind, Edward Vere. Er und Anne wurden daraufhin kurzzeitig im Tower of London gefangengehalten. Die verbotenen Zusammenkünfte mit Anne Vavasour führten zu einem langandauernden Zerwürfnis mit ihrem Onkel, Sir Thomas Knyvett, an dessen Ende drei Tote und mehrere Verletzte zu beklagen waren. Oxford selbst wurde bei einem Duell schwer verletzt, was möglicherweise zu der „Lahmheit“ führte, die er später u. a. in einigen seiner Briefe erwähnte. Die Fehde wurde erst beendet, als die Königin allen Beteiligten mit Gefängnis drohen ließ.
Weihnachten 1581 hatte sich Oxford schließlich mit seiner Ehefrau Anne ausgesöhnt. Fortan lebten sie nicht nur wieder zusammen, sondern hatten noch vier weitere Kinder. Der einzige Sohn Oxfords und Anne Cecils sowie eine Tochter starben jedoch im Kindesalter.

## Die späteren Jahre
1585 erhielt Oxford ein militärisches Kommando in den Niederlanden und diente 1588 in der Schlacht gegen die Spanische Armada. Anne Cecil, seine erste Frau, starb im selben Jahr im Alter von 32. 1591 heiratete Oxford Elizabeth Trentham, eine der „Maids of Honour“ der Königin. Aus dieser Heirat ging sein Erbe, Henry, Lord Vere, der spätere 18. Earl of Oxford, hervor. Die drei Töchter des Earls heirateten Adlige: Elizabeth den Earl of Derby; Bridget den Earl of Berkshire; Susan den Earl of Montgomery, einen der „Incomparable Paire of Brethren“, dem William Shakespeares First Folio gewidmet wurde.
Finanzielle Unzulänglichkeiten brachten Oxford an den Rand der Armut. 1586 wurde ihm von der Königin eine jährliche Pension von 1000 Pfund zugesagt, eine Summe, die auch von ihrem Nachfolger, König Jakob I., fortgezahlt wurde.
Oxford war ein Förderer einiger namhafter Schriftsteller, unter ihnen Edmund Spenser, Arthur Golding, Robert Greene, Thomas Churchyard, Thomas Watson, John Lyly und Anthony Munday, wobei die beiden Letzteren viele Jahre als Sekretäre in seinen Diensten gestanden hatten.

## Oxford in der Shakespeare-Urheberschaftsdebatte

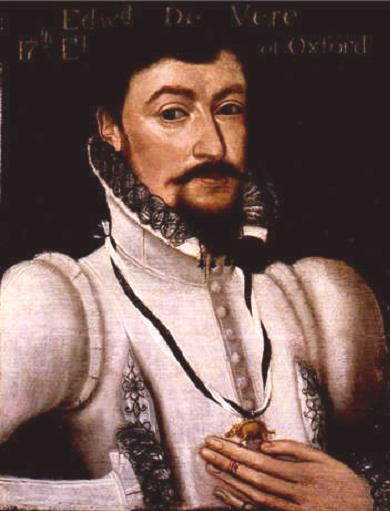
Edward de Vere, 17. Earl of Oxford

Siehe auch: Edward de Vere, 17th Earl of Oxford im Hauptartikel William-Shakespeare-Urheberschaft
Als erster stellte der englische Schullehrer Thomas Looney (1870–1944) im Jahr 1920 die These auf, die Werke William Shakespeares stammten von Edward de Vere. Unter den zahlreichen Thesen in der Debatte um den „wahren“ Verfasser ist diese Zuschreibung seither die verbreitetste. Als Argument wird unter anderem angeführt, dass zwischen Ereignissen in Shakespeares Stücken und dem Lebenslauf des Earl of Oxford eine Reihe von Ähnlichkeiten bestünden. Da Edward de Vere bereits 1604 starb, elf Dramen Shakespeares aber üblicherweise später datiert werden, haben Verfechter der „Oxford-These“ für die Entstehungszeit dieser Werke weitreichende Umdatierungen  vorgenommen. Außerdem soll nach bisheriger Lesart die Anerkennung der dichterischen und dramaturgischen Fähigkeiten Oxfords durch seine Zeitgenossen bescheiden gewesen sein.
Die These der Urheberschaft ist auch Gegenstand des Kinofilms Anonymus aus dem Jahr 2011.